# Эгейское море
Эге́йское мо́ре (греч. Αιγαίο πέλαγος, тур. Ege Denizi, болг. Бяло море — «Белое море») — полузамкнутое море с большим количеством островов (около 2000) в восточной части Средиземного моря, между Балканским полуостровом, Малой Азией и островом Крит. Одна из колыбелей античности, а позднее — византийской цивилизации. Омывает берега современных Греции и Турции. Юго-восточная часть Эгейского моря называется Икарийским морем.

## Этимология
Древнегреческая мифология связывает название моря с именем афинского царя Эгея, который бросился со скалы в море, решив, что его сын Тесей погиб на Крите, убитый Минотавром.

## География, геология
На северо-востоке через пролив Дарданеллы соединяется с Мраморным морем и далее — через пролив Босфор с Чёрным морем, на юге — через несколько проливов между островами — со Средиземным морем. Площадь моря около 179 тысяч км². Берега в основном каменисты, море обрамляют многочисленные, но, как правило, невысокие горные хребты с полупустынным ландшафтом.
Эгейское море образовалось в результате погружения в конце плиоцена и в плейстоцене Эгейской суши (Эгеиды), остатками которой являются многочисленные острова. Венецианцы называли в XIII веке Эгейское море Архипелагом (итал. Arcipelago от др.-греч. Ἀρχιπέλαγος — «главное море» от ἄρχι- — главный и πέλαγος — море). Крупнейшие острова — Крит, Лесбос, Родос, Самос, Эвбея. Преобладают глубины от 200 до 1000 м (наибольшая глубина — 2529 м на юге).

## Гидрография
Течения в западной части моря направлены на юг, в восточной — на север; их скорость до 0,5—1 км/ч. Температура воды на поверхности зимой +11—15 °C, летом +22—25 °C. В связи с мировым потеплением температура воды моря и его солёность постоянно возрастают. На глубине более 350 м температура воды не изменяется в течение всего года (+12—13 °C). Эгейское море имеет более высокую солёность, чем Чёрное: 37,0—40,0 ‰, поэтому после плавания в нём необходимо обязательно омываться пресной водой, иначе возможны негативные последствия для кожи и, особенно, слизистой оболочки глаз. Приливы полусуточные, их величина от 30 до 60 см.

## Хозяйственная деятельность
Издавна в Эгейском море развиты рыболовство, добыча губок, ловля осьминогов. Рыболовство в последнее время постепенно приходит в упадок в связи с его частным (полукустарным) характером и ухудшением экологической обстановки в море, а также его бедностью планктоном, необходимым для питания рыб.

## Порты
Эгейское море — традиционный регион судоходства, опирающийся на значительное количество грузовых и пассажирских портов.
Главные порты:
- Пирей (Греция),
- Салоники (Греция),
- Измир (Турция).

## Флора и фауна
В Эгейском море обитает 1330 видов морских артропод, что делает его самым биоразнообразным из четырех морей, омывающих Турцию.

## История
Нынешняя береговая линия существует примерно с 4000 года до нашей эры. До этого на пике последнего ледникового периода (около 18 000 лет назад) уровень моря был на 130 метров ниже, на месте большей части Северного Эгейского моря располагались обширные прибрежные равнины. Когда они были впервые колонизированы, современные острова, включая Милос с его важным производством обсидиана, вероятно, всё ещё были связаны с материком. Современные очертания береговой линии сформировалась около 9 тысяч лет назад, а уровень моря после ледникового периода продолжал расти ещё 3000 лет.
В древние времена море было родиной двух цивилизаций — минойцев Крита и микенцев Пелопоннеса. По описанию Платона, греки жили вокруг Эгейского моря «как лягушки вокруг пруда».
В Эгейском море затонул плавучий госпиталь — «Британник», брат-близнец «Титаника».

## Территориальные споры
В бассейне Эгейского моря и по сей день имеет место конфликт между Грецией (контролирующей практически все острова Эгейского моря) и Турцией, пытающейся занять доминирующее положение в торговле региона.

## Экология
В связи с тем, что Эгейское море имеет важное стратегическое значение как маршрут нефтяных танкеров из Чёрного моря, здесь нередки разливы нефти, сброс сточных вод (особенно в районе Афин).

## Фотографии
- Руины на греческом побережье Эгейского моря.
- Вода цвета аквамарина в Эгейском море.
- Вид на Эгейское море с горы Олимп.
- Закат в Эгейском море (вид с мыса Сунион).